# Herenniusz Decjusz
Herenniusz Decjusz, Quintus Herennius Etruscus Messius Decius (do 251) – starszy syn cesarza Decjusza, brat Hostyliana. W 250 r. otrzymał wraz z bratem tytuł cezara, a niedługo potem, przed 9 czerwca tego roku, tytuł augusta. Zginął wraz z ojcem w bitwie z Gotami pod Abrittus w Mezji (obecnie Razgrad w Bułgarii).